# Барбікан білогузий
Барбікан білогузий (Stactolaema leucotis) — вид дятлоподібних птахів родини лібійних (Lybiidae).

## Поширення
Вид поширений фрагментарно в південно-східній частині Африки від Кенії на південь до ПАР.